# 水晶海灘 (佛羅里達州)
水晶海灘（英語：Crystal Beach）是位於美國佛羅里達州皮尼拉斯縣的一個非建制地區。該地的面積和人口皆未知。

## 地理
水晶海灘的座標為27°25′09″N 82°46′47″W / 27.41917°N 82.77972°W，而該地的平均海拔高度為4米（即13英尺）。